# Ath Zikki
Ath Zikki (o Beni-Zekki) è un comune dell'Algeria, situato nella provincia di Tizi Ouzou.